# Walter Womersley
Sir Walter James Womersley, 1. Baronet, PC, Kt (* 5. Februar 1878; † 15. März 1961) war ein britischer Politiker der Conservative Party, der unter anderem zwischen 1924 und 1945 Mitglied des Unterhauses (House of Commons) sowie von 1939 bis 1945 Minister für Renten (Minister of Pensions). 1945 wurde er zum Baronet erhoben.

## Leben
Womersley wurde bei der Wahl am 29. Oktober 1924 als Kandidat der Conservative Party erstmals zum Mitglied des Unterhauses (House of Commons) gewählt und vertrat in diesem bis zum 5. Juli 1945 den Wahlkreis Grimsby. In der ersten Nationalregierung von Premierminister Ramsay MacDonald bekleidete er von August bis Oktober 1931 zunächst das Amt als Parlamentarischer Privatsekretär des Parlamentarischen Privatsekretärs im Bildungsministerium Kingsley Wood und war danach zwischen November 1931 und Juni 1935 einer der Lord Commissioner of the Treasury. Am 27. Juni 1934 wurde er zum Knight Bachelor (Kt) geschlagen und führte fortan den Namenszusatz „Sir“. In der zweiten Nationalregierung von Premierminister Stanley Baldwin blieb er vom 18. Juni 1935 bis zum 6. Dezember 1935 Lord Commissioner of the Treasury und übernahm danach am 6. Dezember 1935 das Amt als stellvertretender Postminister (Assistant Postmaster-General). Dieses Amt übte er auch in der dritten Nationalregierung von Premierminister Neville Chamberlain bis zum 7. Juni 1939 aus.
Im Rahmen einer Kabinettsumbildung übernahm Womersley am 7. Juni 1935 in der dritten Nationalregierung Chamberlains von Herwald Ramsbotham das Amt als Minister für Renten (Minister of Pensions). Das Amt des Rentenministers hatte er auch in der Kriegsregierung Chamberlain, der Kriegsregierung Churchill sowie der Übergangsregierung Churchill bis zum 26. Juli 1945 inne. Am 15. Januar 1941 wurde er auch Mitglied des Geheimen Kronrates (Privy Council). Zu seinen wichtigsten Mitarbeitern als Minister gehörte Jennie Adamson, die 1941 seine Parlamentarische Privatsekretärin wurde.
Nach seinem Ausscheiden aus Regierung und Unterhaus wurde Womersley am 3. September 1945 der erbliche Adelstitel eines Baronet, of Grimsby in the County of Lincoln, verliehen. Bei seinem Tod am 15. März 1961 erbte sein Enkel Peter John Walter Womersley den Titel als 2. Baronet.